# Vodskov Sogn
Vodskov Sogn er et sogn i Aalborg Nordre Provsti (Aalborg Stift).
Vodskov Kirke blev opført i 1909 som filialkirke til Hammer Kirke. I 1985 blev Vodskov Sogn udskilt fra Hammer Sogn, som havde hørt til Kær Herred i Aalborg Amt. Ved kommunalreformen i 1970 blev Horsens-Hammer sognekommune inkl. Vodskov indlemmet i Aalborg Kommune. 
I sognet findes følgende autoriserede stednavne:
- Horsens Enge (bebyggelse)
- Højrimmen (bebyggelse)
- Lerbæk (bebyggelse)
- Liselund (bebyggelse)
- Plovhuse (bebyggelse)
- Rærup (bebyggelse)
- Urmose (bebyggelse)
- Vesterbæk (bebyggelse)
- Vodskov (bebyggelse, ejerlav)
- Østbjerg (bebyggelse, ejerlav)